# Répertoire d'action collective
 (juillet 2018).
Le répertoire d'action collective est un concept sociologique développé en 1986 par le politiste et historien américain Charles Tilly pour rendre compte des transformations intervenues dans le cadre de mobilisations contestataires, et donc de la société.
Ces répertoires évoluent en fonction de différents facteurs tels que les contextes historique ou géographique, ainsi que les catégories d'acteurs, et influencent, de fait, les formes d'action collective. Ils ont, par exemple, été marqués par l’apparition des « nouveaux mouvements sociaux » qui ont pour principal objet des revendications considérées « post-matérialistes », en opposition aux considérations dites « matérialistes ».
Certains auteurs ont remis en question le concept de Charles Tilly considérant que celui-ci ne se fondait que sur des exemples français ou anglais et qu'il laissait de côté d'autres formes de résistance. De nouvelles théories à propos de la notion de « répertoire d'action collective » ont ainsi émergé, et ce notamment au début des années 1990.

## Concept de Charles Tilly

### Définition
Comme l'explique Charles Tilly dans son ouvrage La France conteste, de 1600 à nos jours, « Toute population a un répertoire limité d’actions collectives, c'est-à-dire de moyens d'agir en commun sur la base d'intérêts partagés ». Un répertoire d'action collective est donc un ensemble de type d'actions, considérées légitimes par les acteurs de mouvements sociaux, auquel ils peuvent avoir recours pour se faire entendre sur une problématique donnée. Ces actions peuvent être des négociations, des pétitions, des collages d'affiches, des diffusions de tracts, des boycotts, des manifestations, des sit-in, des émeutes, des occupations de locaux, des prises d’otages, des sabotages, des destructions, etc.
Ces différents moyens d’action composent un répertoire d’action collective, tout comme des morceaux musicaux composent un répertoire musical, dont les règles ne sont pas forcément connues et qui s’adaptent à l’objectif poursuivi. Chaque action possède, en fait, une histoire et un endroit d’ancrage et peut être interprétée à chaque fois de façon spécifique, de la même manière qu’une pièce musicale peut être jouée de différentes manières en différents lieux et à différents moments.
Les formes d’actions collectives évoluent mais ne sont que très rarement nouvelles. Elles possèdent, en fait, des antécédents et donc des caractéristiques communes avec de précédentes manières de protestation et de défense des intérêts.  
Tout mouvement social a ainsi recours à des moyens d’action prédéfinis, institutionnalisés et plus ou moins codifiés. Les différentes formes de protestations ne sont pas arbitraires mais s’inspirent des différentes variantes d’action comprises dans le répertoire qui peuvent faire l’objet d’adaptation selon l’époque, le lieu, les catégories d’acteurs et les ressources que ceux-ci vont mobiliser pour arriver à leurs fins. Les moyens d’action qui sont à disposition d’un groupe donné dans un contexte donné sont donc pluriels, mais limités. Ainsi, le répertoire d'action collective va, en partie, dicter l’action collective et, selon Charles Tilly, les mouvements sociaux qui « obtiennent le plus souvent satisfaction sont les groupes qui savent produire le multiple le plus élevé de trois facteurs : le nombre des participants, la volonté d'agir, la netteté du programme mobilisateur».

### Évolution historique du répertoire
Le répertoire d’action collective disponible varie selon les contextes historiques, en fonction des différents facteurs.
L’évolution technologique a notamment changé considérablement les formes d’action collective. Les progrès réalisés dans les moyens de communication ont permis une action coordonnée dans l’espace et le temps. Les pétitions ont alors été rendues possibles grâce à l’invention de l’imprimante, et Internet a permis de coordonner les manifestations au niveau international. Des organisations spécifiques, comme les syndicats, sont apparues dans le contexte d’une forte concentration de la main d’œuvre ouvrière après la révolution industrielle.
Les mutations historiques du répertoire d’action collective traduisent donc des évolutions structurelles plus larges.
À partir de la 2e partie du XIXe siècle, on assiste à une césure dans l’évolution du répertoire d’action collective dans les pays occidentaux.
Charles Tilly distingue alors le répertoire d’action collective « ancien » et le « moderne » dit contemporain, qui apparaît après la révolution industrielle et l’émergence du mouvement ouvrier.

#### Répertoire d’action collective «ancien»
L’exemple le plus marquant de ce type de répertoire sont les révoltes paysannes. Il se caractérise par son niveau local de contestation. La protestation des groupes mobilisés s’exprime dans un espace réduit et bien défini, proche des cibles et des enjeux de la contestation (village, paroisse). Elle ne cible pas le pouvoir politique central.
Ce type d’action est souvent patronné, c’est-à-dire que les groupes mobilisés recherchent le soutien d’un notable local, comme le prêtre du village ou un noble. L’objectif est de légitimer la contestation et de porter leurs revendications.
Les contestations prennent la forme de rites sociaux qui existent déjà mais de façon détournée : fêtes villageoises, processions religieuses, carnavals.

#### Répertoire d’action collective «moderne»
Le mouvement ouvrier de la 2de moitié du XIXe siècle illustre l’évolution du type d’action collective. Elle n’est plus principalement locale, mais se coordonne de plus en plus à l’échelle du territoire national. Ce type de contestation cible le pouvoir politique central, avec notamment l’apparition des premières grèves nationales.
Des organisations beaucoup plus spécialisées prennent en charge les revendications des groupes mobilisés et défendent leurs intérêts. Pour ce qui est du monde ouvrier, les syndicats sont considérés comme les prototypes des organisations du mouvement social.
Ce nouveau mode d’action collective voit apparaître des formes d’action spécialement conçues pour exprimer la protestation. La grève et la manifestation vont devenir des moyens de protestation centraux. Selon Michelle Perrot, historienne qui a travaillé sur l’histoire du monde ouvrier, la manifestation est un « déplacement collectif organisé sur la voie publique aux fins de produire un effet politique par l’expression pacifique d’une opinion ou d’une revendication ». Elle est apparue à partir de 1848 grâce à la montée en puissance du monde ouvrier. Le pouvoir politique a dû faire face avec inquiétude à ce nouveau mode d’action et de revendication. De nombreuses répressions, parfois brutales, ont eu lieu. Mais les organisations syndicales et le pouvoir politique ont réussi à s’entendre pour codifier et organiser du mieux possible les manifestations.

### Critiques et limites
Le concept de Charles Tilly laisserait de côté d’autres formes de résistance. Comme le souligne Cécile Péchu, les formes individuelles de lutte et de résistance comme aussi bien l’opération routinière des partis politiques et des syndicats seraient mis à l’écart. Le souci est que les formes quotidiennes de résistance individuelle sont un aspect important et non négligeable dans le cadre d’un régime non démocratique. De la même façon, l’auteure continue sa critique, dû à cette segmentarisation (division en petits segments) de ces types d’actions, l'éventuelle continuité historique entre différentes formes de résistance et formes contestataires est inabordable.
Il y a également la présence d’une critique liée à la pensée féministe. Au sens où Charles Tilly, en développant le répertoire d’action collective moderne, ne se serait pas penché sur la question de l’aspect genré des différentes formes de protestations. Il aurait exclu de son analyse le lien entre la diversité des formes d’action et le type d’acteur concerné.
Ses études de cas en lien avec cette notion se basent principalement sur des formes d’action reportées dans la presse, or, les formes d’action féministes n’étaient que marginalement représentées. Ce phénomène a donc influencé la conceptualisation du répertoire. Ainsi, son concept de répertoire peut être considéré comme trop étroit lorsque l’emploi de cette notion met de côté ou sous-estime la présence de forme féminine de contestation.
Dans son article « Retour critique sur les répertoires de l’action collective » (XVIIIe – XXIe siècles), Michel Offerlé expose ses critiques et limites d’une approche en termes de répertoire. À travers sa définition et son emploi du répertoire d’action collective, Charles Tilly a tout de même fait face à certaines critiques de ses pairs ou venant de l’auteur lui-même. Ce dernier a souligné en 1995 qu’il avait peut-être trop autonomisé les actions de « contestation ouverte collective et discontinue » en défaveur des « formes individuelles de lutte et de résistance » ainsi que des formes non-contestataires de l’action collective ». Cet ensemble de remarques se fonde sur différents raisonnements. Cela peut être sur l’aspect spongieux de la notion, une critique notamment développée par Goodwin et Jasper. Par ailleurs, une remarque qui revient de façon assez récurrente est l’aspect occidentalo-centré de son concept. Ses études de cas basées sur la France, la Grande-Bretagne et ensuite sur les États-Unis soulignent un certain manque de considération aussi bien sur l’aspect historique que géographique pour certains auteurs. Charles Tilly corrigera cette critique avec une étude sur l'Amérique latine en 1998 ou encore la publication de son livre Social Movements en 2004. De la même manière, la critique de l’auteur ne s'arrête pas au premier répertoire, mais aborde également des commentaires concernant la deuxième mouvance de répertoire d’action collective également appelée répertoire 2. Le second répertoire de Charles Tilly sera également critiqué pour son aspect trop « prolétaro-centré », où il place le mouvement ouvrier comme pierre angulaire du répertoire et de ses rouages, plaçant le mouvement à l’origine de la formation et de la promotion du second répertoire. Toujours selon l’auteur, le second répertoire ne prend pas en compte les revendications d’autres groupes qui peuvent également être amenés à se mobiliser. Il appuie cette critique avec l’exemple des catholiques, qui peuvent sous des formes apparentées, employer des éléments du « répertoire ouvrier ». Cela s’exprime à travers l’utilisation de rassemblements en groupes fermés sans exprimer une revendication particulière, mais simplement comme symbole et expression du dynamisme et de la cohésion du groupe. Enfin, l’analyse en termes de répertoire unique met le voile sur la progressive institutionnalisation des causes liées à l’agriculture et où les agriculteurs ont été peu à peu démis de leur « droit à l’émeute ».

## Évolutions contemporaines

### Les nouveaux mouvements sociaux
Les répertoires d’action collective sont marqués par un changement dans l’histoire caractérisé par l’apparition des « nouveaux mouvements sociaux » (ou NMS). Selon les auteurs Alain Touraine et Alberto Melucci, premiers théoriciens des NMS, ces « nouveaux mouvements sociaux » sont apparus dans la période d’intense contestation qu’ont connus les pays industrialisés à la fin des années 1960, et surtout à partir de mai 1968 en France. Ils se traduisent par des revendications différentes de celles antérieures. Ainsi, les mobilisations ont eu pour objet principal des revendications appelées « post-matérialistes », comme les mouvements féministes ou écologistes, alors que la période d’avant 1960 voyait principalement des contestations « matérialistes » émerger, notamment avec les mouvements ouvriers demandant de meilleures conditions de vie et ressources matérielles. Cependant, cette théorie a été plusieurs fois contestée. Une coupure nette entre les deux formes de mobilisations n’est pas si facilement observable, des mouvements « matérialistes » existant toujours, comme nous pouvons le remarquer avec le mouvement des « gilets jaunes » en France depuis octobre 2018, demandant une baisse des taxes et une hausse des salaires par exemple, et des revendications « post-matérialistes » ayant déjà émergé bien avant les années 1960, les mouvements ouvriers demandant plus de reconnaissance et de dignité.
Ici, ce sont bien les sujets d’action collective qui ont évolué plus que les formes d’action collective.

#### L’émergence des nouveaux mouvements sociaux «post-industriels»
Alain Touraine définit un mouvement social comme étant une action collective voulue et organisée à travers laquelle un acteur de classe conscient de son identité et de ses intérêts propres lutte avec un adversaire identifié et ciblé pour la direction sociale de l'historicité, dans une situation historique bien concrète.
Alain Touraine a publié une vingtaine d’ouvrages (tels que Le Mouvement ouvrier, La voix et le regard, Le Retour de l’acteur) entre 1965 et 1984 traitant des mouvements sociaux, des théories et des méthodes qui s’y rapportent. Il écrit durant cette période de « transition » qui a vu apparaître les NMS. Il va, au cours de ses différentes recherches, constater l’affaiblissement du mouvement ouvrier au profit d’autres mouvements nouveaux, dont les revendications sont différentes et variées, et c’est après mai 68 que Touraine va centrer ses recherches sur les nouveaux problèmes et nouveaux mouvements sociaux qui commencent à émerger.
Touraine va définir la société industrielle comme une société centrée sur les échanges économiques et dans laquelle le mouvement ouvrier, mouvement social central, est engagé dans une lutte de classe avec les propriétaires des moyens de productions, reprenant ici les idées de Karl Marx. La société post-industrielle quant à elle a vu émerger des NMS centrés sur la connaissance, la communication et la culture plutôt que sur l’économie et le travail. C’est dans ce cadre-là que les contestations ouvrières ont cédé leur place à des contestations plus diverses et parfois moins matérielles.  
Alberto Melucci fait la même constatation dans Mouvements sociaux, mouvements post-politiques mais appelle ces NMS des mouvements « post-politiques », dans le sens où ils sortent complètement des cadres traditionnels d’organisation et de compréhension politiques des sociétés industrielles.
On a vu des mouvements écologistes, féministes, étudiants et antinucléaires apparaître, transformant la nature des contestations, passant d’un affrontement politique et d’une confrontation révolutionnaire à des mouvements sociaux créés dans le processus démocratique de la création de l’opinion publique.
Ronald Inglehart développe dans La Révolution silencieuse (1977), l’aspect qualitatif qu’ont pris les revendications des citoyens dans les sociétés occidentales. Il considère ainsi la satisfaction des besoins matériels accomplis, les citoyens ayant cherché à améliorer leur autonomie, leur qualité de vie et leur participation à la vie politique. C’est ainsi que les attentes matérialistes deviennent progressivement post-matérialistes et davantage fondées sur les aspirations individuelles.
Si Alain Touraine, durant ses travaux, s’attendait à voir émerger un mouvement central, qui prendrait la place du mouvement ouvrier, il s’est avéré qu’aucun mouvement n’est réellement devenu central. Certaines périodes ont été certes marquées par différents mouvements, mais aucun n’a pris une place si grande à en devenir le mouvement central, laissant place à des contestations en tout genre aujourd’hui sur la scène publique (droits des femmes, communauté LGBT, mouvements de reconnaissance des groupes ethniques, marches pour le climat, protection des animaux, …)
Si Alain Touraine constate le changement de nature des contestations, avec les NMS, les formes de contestation vont changer aussi. Ainsi, l’on voit apparaître des formes de contestation telles que la Marche des fiertés (anciennement appelée gay pride), des sit-in, occupations de locaux ou encore des grèves de la faim, qui ne sont plus de « simples » manifestations mais se démarquent par un côté plus expressif ou plus ludique, le but étant d’attirer l’attention en modifiant la forme des contestations. Tout cela est bien souvent initié depuis les réseaux sociaux, qui ont eux aussi modifié l’organisation des actions collectives, puisqu’il est désormais plus facile d’atteindre les citoyens par le biais d’internet qu’auparavant où les informations circulaient de manière moins fluide.
L’importance des pratiques délibératives où chacun peut participer et exprimer son avis est un phénomène lié aux NMS aussi. Le mouvement Nuit Debout en France, pour lequel « le principe et l’idéal démocratiques l’emportent sur toute autre cause », en est un bon exemple.

#### Une théorie contestée
La théorie de l’émergence des nouveaux mouvements sociaux a été à de nombreuses reprises contestée, les auteurs mettant en avant le fait que les revendications post-matérielles ne sont pas apparues d’un coup dans les années 1970 mais existaient bien avant :  les valeurs morales auxquelles adhèrent les militants des NMS peuvent être comparées à celles des Lumières, qui revendiquaient une certaine autonomie individuelle, une égalité, solidarité et participation. Des innovations tactiques de mobilisation collective sont apparues aussi bien avant l’émergence des NMS : dans les années 1930, des occupations d’usines et marches de chômeurs sont des formes de contestation innovantes. Inversement, comme le rappelle Olivier Fillieule dans son ouvrage Stratégies de la rue paru en 1996, les mobilisations matérialistes qui ont pour enjeux les salaires, l’emploi ou le social, restent encore aujourd’hui la composante dominante de l’activité manifestante. Le changement selon lui apparaît dans le profil sociologique des militants, qui ne sont plus que des ouvriers mais aussi des individus de classe moyenne comme des enseignants, des professionnels de santé ou des étudiants, qui bénéficient donc déjà d’un niveau d’éducation élevé et d’une certaine sécurité économique.
Alain Touraine a aussi été contesté sur la vision trop occidentalo-centrée de sa théorie. En effet, ce tournant qui marque l’émergence des NMS n’est pas apparu dans tous les pays du monde ou n’a pas pris la même forme. Sa théorie est valable pour les pays qu’il observe et généralisable pour un certain nombre de pays déjà post-industrialisés, mais d’autres pays ne voient que très peu de contestations post-matérielles émerger, du fait d’un retard dans l’accomplissement des demandes matérielles.

### La naissance du militantisme scientifique: le développement de la contre-expertise
Une autre transformation contemporaine du répertoire d’action collective souligne une nouvelle évolution structurelle de nos sociétés alors marquées par une technicisation croissante. En effet, l’augmentation de la dimension experte dans le processus de mobilisation ainsi que le nombre de groupes employant ces nouvelles méthodes reflètent une telle transformation dans le répertoire contemporain d’action collective.
L’expertise est définie comme la production de savoir, caractérisée par un certain degré de technicité et investie dans un processus politique à des fins décisionnaires.
Alors que le savoir est traditionnellement associé au concept de pouvoir politique, l’émergence du terme de « contre-expertise », mobilisé par les mouvements sociaux, interroge cette association traditionnelle du savoir/pouvoir.

#### Retour historique
Historiquement, la mobilisation de la contre-expertise se développe dès le début de la période « après-68 ». Selon Daniel Mouchard (2009), cette période serait en effet favorable pour plusieurs raisons. Elle présente un contexte de forte mobilisation, impliquant des « groupes sociaux caractérisés de marginaux » qui mobilisent alors de nouveaux enjeux tels que le féminisme ou l'environnement dans « une entreprise de théorisation de l’usage critique du savoir ». Dans ce contexte, la production de connaissance s’impose dans le répertoire grâce à sa fonction critique, l’objectif étant alors de proposer une alternative aux « pouvoirs officiels » influençant l’élaboration des politiques publiques. Ainsi le recours à la contre-expertise permet à cette époque une production intense dans différents secteurs de savoir, mais également de redéfinir à la fois la notion de militantisme et celle de l’engagement intellectuel impliquant ainsi de nouveaux acteurs. Finalement, la hausse et la démocratisation de l’instruction permettent une diffusion importante de ce nouveau type de savoir.
Après un relatif déclin dans les années 1980, l’utilisation de la « contre-expertise » dans les années 1990 devient un enjeu majeur à travers l’implication de groupes caractérisés par leurs « faibles ressources politiques » et le soutien politique qui les accompagnent à travers les syndicaux ou les associations.  Ainsi, l’expertise vient s’intégrer au répertoire d’action collectif en modifiant la nature des acteurs ainsi que leurs interactions. En effet, ces années sont marquées par l’importance croissante des intellectuels et des professionnels mobilisés mais aussi par la création de nouvelles structures travaillant conjointement avec les mouvements mobilisés. La mobilisation de malades du SIDA dans les pays européens, à travers Act Up ou Aides, est l’un des exemples les plus probants de ce militantisme scientifique. Ces mouvements ont eu recours à un usage intensif de l’expertise médicale afin de s’imposer légitimement comme interlocuteurs auprès des pouvoirs publics. Finalement, ne touchant plus uniquement à des sujets de « sciences dures » comme dans les années 1980, mais s’étendant aux sciences sociales et humaines, la mobilisation de la contre-expertise a permis un élargissement des savoirs également dans ces champs disciplinaires.
La fin des années 1990 montre un désenclavement de la « contre-expertise » qui devient alors plus visible publiquement de par sa mobilisation par des organisations transnationales mais aussi par l’utilisation de nouvelles technologies de communication. Cette évolution contemporaine du répertoire d’action est largement symbolisée par la naissance des « forums hybrides » regroupant à la fois les autorités publiques et les organisations militantes au sein d’un même espace, redessinant ainsi les rapports entre action collective et action publique.

#### Risques de l’institutionnalisation de l’expertise
Cependant d’autres études mettent en évidence le risque de l’intégration de l’expertise au sein du répertoire d’action mais surtout des dangers de son institutionnalisation par les pouvoirs publics. En effet, l’émergence de cette pratique de production d’un savoir ne serait pas que liée à l’augmentation du niveau d’éducation et l’accumulation de capitaux culturels et sociaux par les organisations mobilisées, mais, selon ces auteurs, répond surtout à une demande intensive de la part des institutions politiques à produire cette « contre-expertise » créant ainsi une forme d’institutionnalisation de cette pratique d’action collective.
Bien que la production de savoir de la part d’un mouvement social lui confère une plus grande légitimé de par sa capacité à traiter des enjeux caractérisés par une importante technicité, il n’en demeure pas moins que son institutionnalisation peut affaiblir ces mouvements. Tout d’abord la nécessité de produire des connaissances avec des ressources matérielles limitées peut épuiser ces mouvements sociaux et donc limiter la capacité d’action de ses acteurs. D’autre part, l’institutionnalisation du rôle de contre-expert peut entraîner l’émergence d’autres mouvements sociaux concurrents plus radicaux venant alors contester la légitimité de ces premiers et se démarquant par leur refus d’institutionnalisation.
Ainsi pour ces deux auteurs, la contre-expertise institutionnalisée par les acteurs publics pourrait être une forme de labellisation de ces mouvements sociaux provoquant des compétitions politiques mais surtout rendant parfois incertaine la délimitation entre « expertise » du pouvoir politique et la « contre-expertise » des mouvements sociaux.

### La globalisation du répertoire d’action collective
Robert Keohane et Joseph Nye sont les premiers auteurs à évoquer les liens et solidarités entre acteurs non étatiques dans les relations internationales, permettant ainsi de prendre en compte les mouvements sociaux comme acteurs non plus seulement nationaux mais aussi transnationaux, comme le mouvement des Indignés débutant en Espagne puis se diffusant dans d’autres pays notamment la France, et interrogeant la modification de leur répertoire d’action collective.
En effet, le cadre d’analyse, de nature principalement étatique, ne permettait qu’une étude des rapports États-Nation. Cependant depuis le milieu des années 1990 les phénomènes en lien avec la mondialisation ont vu une augmentation du nombre d’organisations non gouvernementales (ONG) ainsi que des mouvements altermondialistes. La mondialisation serait alors comprise comme une internationalisation croissante des mobilisations modifiant le répertoire d’action contemporain.
Charles Tilly, Sidney Tarrow et Doug McAdam (1998) ont réalisé une étude de ces transformations ainsi que de leurs conséquences. Ils caractérisent ainsi la globalisation politique selon cinq critères :
1. L’interdépendance économique internationale détermine les tendances dominantes de l’économie.
2. La croissance économique des années 1960/70 a engendré un rapprochement entre les citoyens « du Nord et de l’Ouest » et ceux « du Sud et de l’Est » permettant à ces derniers de prendre conscience de leurs inégalités.
3. Ces deux facteurs précédents ont conjointement enclenché un déplacement massif de populations vers le Nord et l’Ouest sans retour envisageable mais avec des difficultés d’acquisition de citoyenneté dans les pays d’arrivée, conservant ainsi le statut d’étranger.
4. L’interdépendance globale a été accélérée par le développement des communications globales et Internet.
5. Ces changements structurels entraînent des conséquences culturelles dont la principale caractéristique est l’unification culturelle du monde.

Ainsi face à ces transformations structurelles majeures, ces auteurs présentent trois conséquences quant à la capacité étatique à contrôler l’action collective, modifiant ainsi le répertoire d’action :
1. Les structures d’opportunités politiques nationales sont moins déterminantes et contraignantes, l'État-nation n’étant plus ni le lieu ni le sujet unique des contestations.
2. Les gouvernements perdent leur capacité à contrôler leurs politiques nationales.
3. La création de nouvelles formes d’action collective est facilitée par les moyens de communications électroniques et la possibilité de mobiliser à moindre coût et risque des personnes dans le monde entier.

Cependant ces auteurs critiquent l’adoption d’une thèse forte de l’action collective entendue comme « globalisée », et donc un changement radical de répertoire, affirmant que ces mouvements transnationaux doivent avant tout démontrer leur capacité à produire les mêmes effets que les réseaux fondés sur des relations directes entre les participants. À l’inverse, ils reconnaissent que l’émergence d'institutions transnationales et le développement des moyens de communications peuvent avoir un impact sur l’action collective mais ne donnent pas automatiquement naissance à des mouvements transnationaux. Ainsi, ces facteurs permettraient surtout la production de nouvelles opportunités et de ressources pour les mouvements sociaux.
En effet, même si les médias, les organisations et les forums transnationaux peuvent être compris comme des lieux permettant la formulation de thématiques partagées, les actions transnationales sont souvent limitées à des tentatives de constitution de réseaux d’actions collectives à travers la pratique de contre-sommets ou la création d’ONG. Il s’agit donc plus généralement, dans la pratique, d’une réappropriation au niveau local de ces problématiques globales ou bien d’une juxtaposition de mouvements nationaux plus qu’une réelle mobilisation supranationale. Ainsi l’élaboration d’un 3e répertoire « transnational et solidariste » sur le modèle de Cohen et Rai (Global social Movements, 2000) semble peut-être modifier trop en profondeur l’idée du répertoire d’action collective nationale en sous-estimant la persistance de l’influence du cadre étatique dans la mobilisation.
Finalement cette question d’un troisième répertoire, ou du moins sa radicale transformation, est une interrogation qui reste ouverte s’agissant d’un phénomène très contemporain.